# The Man. The Music. The Show.
Il The Man. The Music. The Show. è il tour mondiale dell'attore e musicista australiano Hugh Jackman, a supporto della colonna sonora The Greatest Showman.

## Date[1]
| Data                 | Città          | Stato                 | Luogo                     | Artisti d'apertura | Attendance     | Incasso        |  |
| Leg 1 – Europa       | Leg 1 – Europa | Leg 1 – Europa        | Leg 1 – Europa            | Leg 1 – Europa     | Leg 1 – Europa | Leg 1 – Europa |  |
| -------------------- | -------------- | --------------------- | ------------------------- | ------------------ | -------------- | -------------- |  |
| 13 maggio 2019       | Amburgo        | Germania              | Barclaycard Arena         | TBD                |                |                |  |
| 14 maggio 2019       | Berlino        | Germania              | Mercedes-Benz Arena       | TBD                |                |                |  |
|                      | Berlino        | Germania              | Mercedes-Benz Arena       | TBD                |                |                |  |
| 16 maggio 2019       | Colonia        | Germania              | Lanxess Arena             | TBD                |                |                |  |
| 17 maggio 2019       | Amsterdam      | Paesi Bassi           | Ziggo Dome                | TBD                |                |                |  |
| 19 maggio 2019       | Zurigo         | Svizzera              | Hallenstadion             | TBD                |                |                |  |
| 21 maggio 2019       | Mannheim       | Germania              | SAP Arena                 | TBD                |                |                |  |
| 22 maggio 2019       | Parigi         | Francia               | AccorHotels Arena         | TBD                |                |                |  |
| 24 maggio 2019       | Manchester     | Regno Unito           | Manchester Arena          | TBD                |                |                |  |
| 27 maggio 2019       | Birmingham     | Regno Unito           | Arena Birmingham          | TBD                |                |                |  |
| 2 giugno 2019        | Londra         | Regno Unito           | The O2                    | TBD                | TBD            |                |  |
| 3 giugno 2019        | Londra         | Regno Unito           | The O2                    |                    | TBD            |                |  |
| Leg 2 – Nord America |                |                       |                           |                    | TBD            |                |  |
| 18 giugno 2019       | Houston        | Stati Uniti d'America | Toyota Center             | TBD                |                |                |  |
| 19 giugno 2019       | Dallas         | Stati Uniti d'America | American Airlines Center  | TBD                |                |                |  |
| 21 giugno 2019       | Chicago        | Stati Uniti d'America | United Center             | TBD                |                |                |  |
| 22 giugno 2019       | Saint Paul     | Stati Uniti d'America | Xcel Energy Center        | TBD                |                |                |  |
| 24 giugno 2019       | Detroit        | Stati Uniti d'America | Little Caesars Arena      | TBD                |                |                |  |
| 27 giugno 2019       | Boston         | Stati Uniti d'America | TD Garden                 | TBD                |                |                |  |
| 28 giugno 2019       | New York City  | Stati Uniti d'America | Madison Square Garden     | Keala Settle       |                |                |  |
| 29 giugno 2019       | New York City  | Stati Uniti d'America | Madison Square Garden     | Keala Settle       |                |                |  |
| 30 giugno 2019       | Filadelfia     | Stati Uniti d'America | Wells Fargo Center        | Keala Settle       |                |                |  |
| 1 luglio 2019        | Washington     | Stati Uniti d'America | Capital One Arena         |                    |                |                |  |
| 3 luglio 2019        | Atlanta        | Stati Uniti d'America | State Farm Arena          |                    |                |                |  |
| 5 luglio 2019        | Tampa          | Stati Uniti d'America | Amalie Arena              |                    |                |                |  |
| 6 luglio 2019        | Sunrise        | Stati Uniti d'America | BB&T Center               |                    |                |                |  |
| 10 luglio 2019       | Denver         | Stati Uniti d'America | Pepsi Center              |                    |                |                |  |
| 11 luglio 2019       | Salt Lake City | Stati Uniti d'America | Vivint Smart Home Arena   |                    |                |                |  |
| 13 luglio 2019       | Las Vegas      | Stati Uniti d'America | MGM Grand Garden Arena    |                    |                |                |  |
| 14 luglio 2019       | Glendale       | Stati Uniti d'America | Gila River Arena          |                    |                |                |  |
| 16 luglio 2019       | San Diego      | Stati Uniti d'America | Valley View Casino Center |                    |                |                |  |
| 17 luglio 2019       | San Jose       | Stati Uniti d'America | SAP Center at San Jose    |                    |                |                |  |
| 19 luglio 2019       | Los Angeles    | Stati Uniti d'America | Hollywood Bowl            | Zac Efron          |                |                |  |
| 20 luglio 2019       | Los Angeles    | Stati Uniti d'America | Hollywood Bowl            | Zac Efron          |                |                |  |
| 25 luglio 2019       | Toronto        | Canada                | Scotiabank Arena          |                    |                |                |  |
| Totale               |                |                       |                           |                    |                |                |  |